# Luxembourg Institute of Science and Technology
Das Luxembourg Institute of Science and Technology (LIST) ist mit über 600 Mitarbeitern die größte öffentliche Einrichtung für angewandte Forschungs- und Entwicklungsdienstleistungen in Luxemburg. Das Institut stellt einen wichtigen Teil der luxemburgischen Forschungslandschaft dar, die unter anderem Hochschulen (insbesondere die Universität Luxemburg), das Luxembourg Institute of Health (LIH), das Luxembourg Institute of Socio-Economic Research (LISER), den Fonds National de la Recherche (FNR), sowie das Max-Planck-Institute Luxemburg for International, European and Regulatory Procedural Law umfasst. Der Hauptsitz des LIST ist im Haus der Innovation auf dem Forschungscampus Belval in Esch-sur-Alzette.
Das LIST ist Mitglied der European Association of Research and Technology Organizations (EARTO). 

## Geschichte
Das Luxembourg Institute of Science and Technology wurde am 1. Januar 2015 gegründet und ging aus dem Zusammenschluss der Forschungszentren CRP Gabriel Lippmann und CRP Henri Tudor hervor.  

## Forschung
Die Forschungsarbeit am LIST ist in drei interdisziplinäre Forschungsabteilungen aufgeteilt, die sich im weitesten Sinne mit Umwelttechnologien, Materialwissenschaften und der Digitalisierung von Unternehmen befassen. Das Institut führt in Zusammenarbeit mit privaten und öffentlichen Unternehmen neue Technologien sowie innovative Lösungen an die Marktreife heran, die dann von eigens zum Zwecke der Kommerzialisierung gegründeten Spin-offs oder von den an den Forschungsprojekten mitwirkenden Industriepartnern ökonomisch weiterverwertet werden.
Das LIST forscht als unabhängiges Unternehmen im Auftrag der öffentlichen Hand mit einem jährlichen Etat von etwa 70 Millionen Euro. Bis auf weiteres ist das 2020 gegründete European Space Resources Innovation Centre organisatorisch Teil von LIST.